# Barzani
Barzani eller huset Barzan (kurdiska: Ma la Barzanî) är en kurdisk släkt med rötter i staden Barzan cirka 16 mil norr om Erbil i nuvarande Irakiska Kurdistan. Släkten har ett stort inflytande i Kurdistan, Irak och Mellanöstern. Deras klan omfattade på 1920-talet ungefär 750 familjer.
Bland släktens framstående medlemmar finns 
- Mustafa Barzani (1923-1979) som grundade och ledde  Kurdistans demokratiska parti (KDP).
- Mustafa Barzanis son Massoud Barzani (1946 - ), som var Irakiska Kurdistans president till 2017
- Massoud Barzanis brorson Nechirvan Idris Barzani (1966 -), Irakiska Kurdistans president från 2017.[3]
- Massoud Barzanis son Masrour Barzani (1969- ), Irakiska Kurdistans preminärminister från 2019.[4]

Dynastin har haft en betydande roll i den kurdiska motståndsrörelsen sedan 1920-talet och har styrt Kurdistan sedan 1970. Släkten äger stora företag, kapitaltillgångar, kommersiella verksamheter, olja- och gasfält och andra tillgångar i Kurdistan, Europa, USA och länderna runt Persiska viken. En av släktens mest framstående män, Massoud Barzanis, nettoförmögenhet uppsakttades 2022 vara värd upp till 55 miljarder dollar. Släktens nettoförmögenhet sägs vara 170 miljarder dollar.

## Uppdelning
Medlemmar av släkten använder sig av olika titlar såsom sheikh, emir eller pascha. Släkten är strategiska när det gäller att bygga relationer, förena sig och gifta in sig med andra framgångsrika kurdiska släkter och klaner för att skapa starka allianser. Denna strategin används  för att leda till ökad framgång och tillväxt. Barzani släkten har nära band med flera andra konfederala släkter och klaner, inklusive Harki, Dolamari, Zibari, Feyli, Bradosti och Barwari.

## Korruption, nepotism och kritik
Släkten, känd som de kurdiska oligarkerna, har rutinmässigt anklagats av kritiker och observatörer för nepotism och för att ha samlat enorma rikedomar från oljeaffärer till familjen istället för att tjäna befolkningen.